# 구매항
구매항은 충청남도 태안군 고남면 고남리에 있는 어항이다. 지방어항으로 지정하여 관리하고 있다. 시설관리자는 태안군수이다. 당초 어촌정주어항 고남항으로 지정되었으나, 2018년 2월 20일 지방어항으로 승격되면서 구매항으로 어항 명칭이 변경되었다.

## 어항구역
본 항의 어항구역은 다음과 같다.
- 어항구역 : 선착장 시점부에서 동측 300m 지 점 ( X : 3 2 4 , 7 1 5 . 6 7 0 Y:149,304.262)에서 E방향으로 90m ( X : 324,715.670 Y:149,391.633) 이동하고, N18° W방향으로 495 m (X : 325,186.625 Y:149,338.039) 이동하고, W방향으로 260m(X:325,186.625 Y:148,978.038) 그은 선이 해안선과 맞닿는 선내의 공유수면[1]
- 수역: 67,2992)[1]
- 육역: 2,455m2[2]

## 개발계획
2008년 12월 10일 고시된 본 항의 개발계획은 다음과 같다.
- 방파제 125m, 물양장 30m, 친수호안 40m, 선착장보강 105m, 선착장 30, 육상시설 2,455m2

2017년 6월 20일 「환경영향평가법」제13조 및 같은 법 시행령 제13조 내지 제15조의 규정에 따라 주민 등의 의견을 수렴하고자 전략환경영향평가서(초안)에 대한 공람 및 설명회 개최되었다.
- 사업규모 : 물양장 220m, 방파제 130m, 부지면적 11,250m2

## 주요 어종
- 우럭, 노래미, 농어, 실치, 까나리